# Нявкун світлоголовий
Нявкун світлоголовий (Ailuroedus geislerorum) — вид горобцеподібних птахів родини наметникових (Ptilonorhynchidae). До 2016 року вважався підвидом нявкуна білогорлого (Ailuroedus buccoides).

## Назва
Вид названо на честь братів Бруно та Губерта Гейслерів, нідерландських таксидермістів, що працювали в Індонезії і роздобули зразки для описання виду.

## Поширення
Вид поширений на півночі Нової Гвінеї. Мешкає в тропічних та субтропічних низовинних лісах.

## Опис
Птах завдовжки 25 см, вагою 100—172 г. Це птахи з масивною і пухкою зовнішністю, з маленькою та округлою головою, міцним конічним дзьобом, злегка зігнутим донизу, витягнутими і міцними ногами, довгими крилами і досить довгим, тонким і прямокутним хвостом. Спина, крила, хвіст темно-зеленого кольору. Махові пера з коричневими кінчиками. Кінчики хвоста сині. Верх голови червоно-коричневий. Область між дзьобом, очима і вухами, щоками і горлом білі, з поодинокі темними цятками. Груди, шия та черево вохристі з чорними крапками. Дзьоб і ноги сіро-блакитні, а очі темно-червоні.

## Спосіб життя
Трапляється парами або невеликими сімейними групами. Територіальний вид, активно захищає свою територію від інших птахів свого виду. Поклик нявкуна чорнощокого нагадує жалібне нявкання кота або крик немовляти. Живиться фруктами (переважно інжиром), ягодами, насінням, бруньками, квітами, а також комахами, дрібними безхребетними та жабами.
Про репродуктивні звички немає даних, але вони, ймовірно, не відрізняються від нявкуна білогорлого.

## Підвиди
- Ailuroedus geislerorum geislerorum Meyer, 1874 — поширений в західній частині ареалу;
- Ailuroedus geislerorum molestus Rothschild & Hartert, 1929 — поширений в східній частині ареалу.